# Krueger (brouwerij)

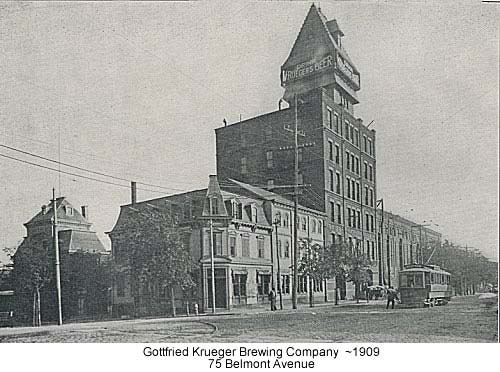
Brouwerij Krueger.

Krueger is de naam van een voormalige bierbrouwerij in Newark (New Jersey) in de Verenigde Staten van Amerika, actief vanaf 1858 tot 1961.
De Krueger brouwerij heeft geen enkel verband met de Brouwerij Krüger uit Eeklo. Deze kreeg haar naam omwille van de sympathie van de eigenaar met de Zuid-Afrikaanse president Paul Krüger.

## Stichting
De brouwerij was eigenlijk al gesticht in 1852 maar Gottfried Krueger (1837-1926) kwam pas in 1858 in het bedrijf op vraag van zijn oom John Laible die tot de stichters behoorde. De brouwerij produceerde in die tijd 1.200 vaten (vat of barrel = 117,3 liter) per jaar. Al vlug kreeg Krueger de leiding van het bedrijf en na 10 jaar bedroeg de productie reeds 25.000 vaten per jaar, om in 1900 182.000 vaten te bereiken.

## Drooglegging
De uit Duitsland afkomstige Gottfried Krueger overleed in 1926 tijdens de drooglegging, tijdens die periode diende het bedrijf te overleven door het aanmaken van frisdranken. Hij werd opgevolgd door zijn zoon William C. Krueger. Na de drooglegging ging het terug in stijgende lijn en de productie bereikte in 1953 één miljoen vaten per jaar.

## Blikjes
In 1934 bracht de American Can Company het bierblikje op de markt. De Krueger Brewery was bereid gevonden om als eerste hun bier in deze verpakking op de markt te brengen. Na een test bij goede klanten werd onmiddellijk aan de productie begonnen. Het succes was zo groot dat het al vlug navolging kreeg bij een dertigtal brouwerijen tegen eind 1935.
De overgebleven blikjes uit die tijd hebben bij verzamelaars soms een waarde $ 5.000 per stuk.

## Einde
Alhoewel de productie enorm was gestegen kon het niet meer op tegen de grote concurrenten Schlitz en Anheuser-Busch en werd het bedrijf overgenomen door een groep financiers rond John Eisenbeiss. Ondanks de viering in 1958 van het 100-jarig bestaan werd het bedrijf in 1961 verkocht aan brouwerij Narrangasett uit Cranston op Rhode Island. In 1988 werd de brouwerij afgebroken en op de plaats staat nu een winkelcentrum.